# Стрибун Бессера
Стрибун Бессера (Cephalota besseri) — вид комах з родини Cicindelidae. У Палеарктиці один з 19 видів роду, в Україні — один з шести. Корисний ентомофаг.

## Морфологічні ознаки
14–16 мм. Верх яскраво-зелений, боки часто мідно-червоні. Надкрила з білим малюнком у вигляді перев'язок.

## Поширення
Середземноморський рід, що поширений у східній Європі (Румунія, південь України та Росії), західний та північний Казахстан, південь західного Сибіру.

## Особливості біології
Генерація 2–3-річна. Дорослі жуки зустрічаються з кінця травня до кінця липня. Активні вдень. Хижаки: полюють на павуків, дрібних прямокрилих, твердокрилих, двокрилих. Мешкають на помірно засолених ділянках узбереж моря, лиманів, солонуватих озер, зрідка в піщаних та полиново-типчаковоковилових степах.

## Загрози та охорона
Зниження чисельності відбувається при скороченні природних місць перебування виду внаслідок меліоративних заходів.
Заходи охорони не здійснювалися. Рекомендований до охорони в Чорноморському БЗ та заповіднику «Самарський ліс».